# 橘川次郎

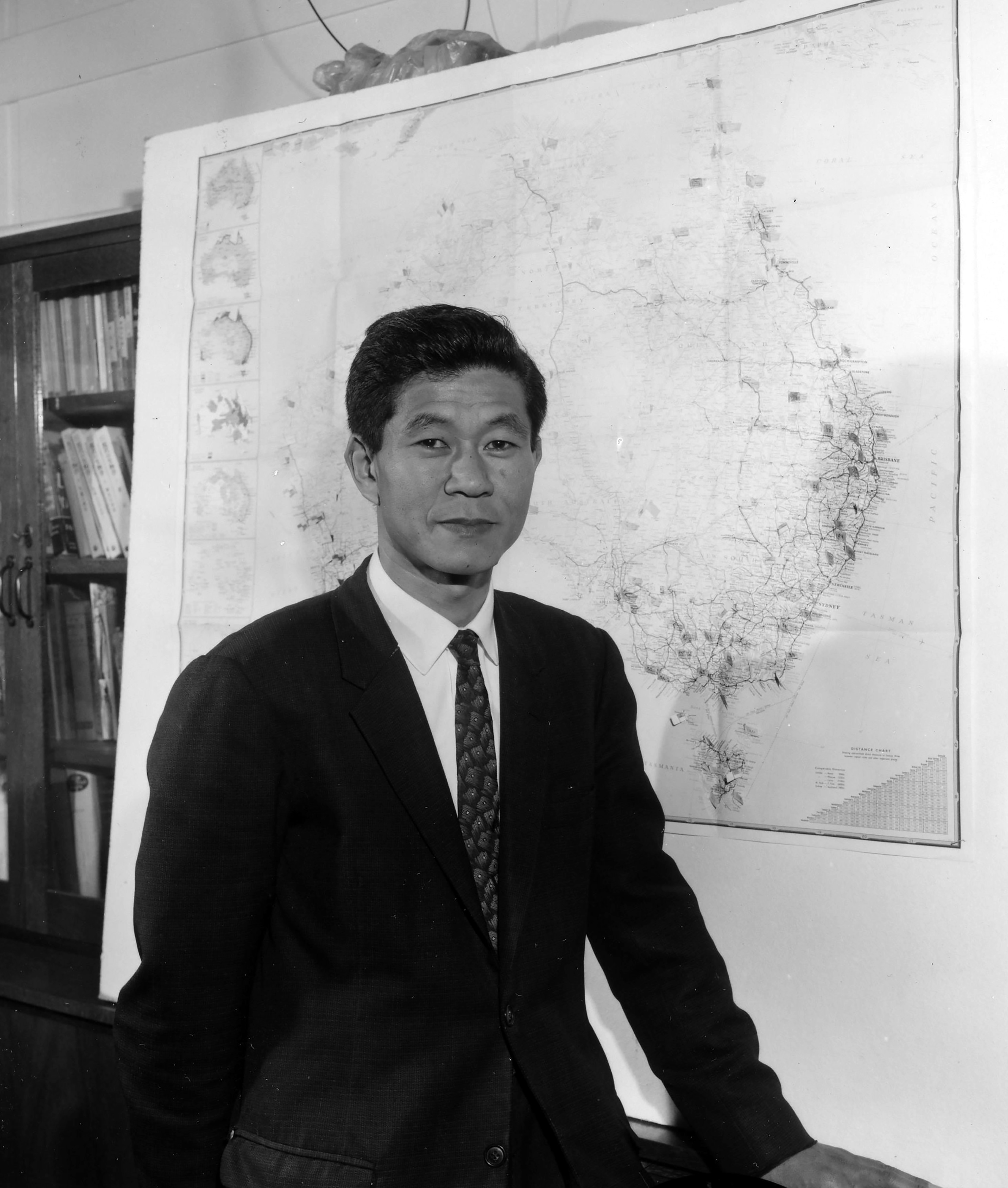
1968年

橘川 次郎（きっかわ じろう、1929年12月15日 - 2016年5月30日） は、オーストラリアの動物生態学者。クイーンズランド大学名誉教授。元オーストラリア生態学会会長。

## 人物・経歴
神奈川県出身。1950年東京水産大学（現東京海洋大学）卒業。農林省入省後、1955年からオックスフォード大学大学院に留学。1980年クイーンズランド大学教授。1993年熱帯雨林共同研究センター初代所長。鳥類学の研究を行い、オーストラリア生態学会会長も務めた。オーストラリア生態学会ゴールドメダル受賞。オーストラリア区鳥類学会 D.L.Serventyメダル受賞。山階芳麿賞受賞。2016年にブリスベンで死去した。